# Elastic Group of Artistic Research

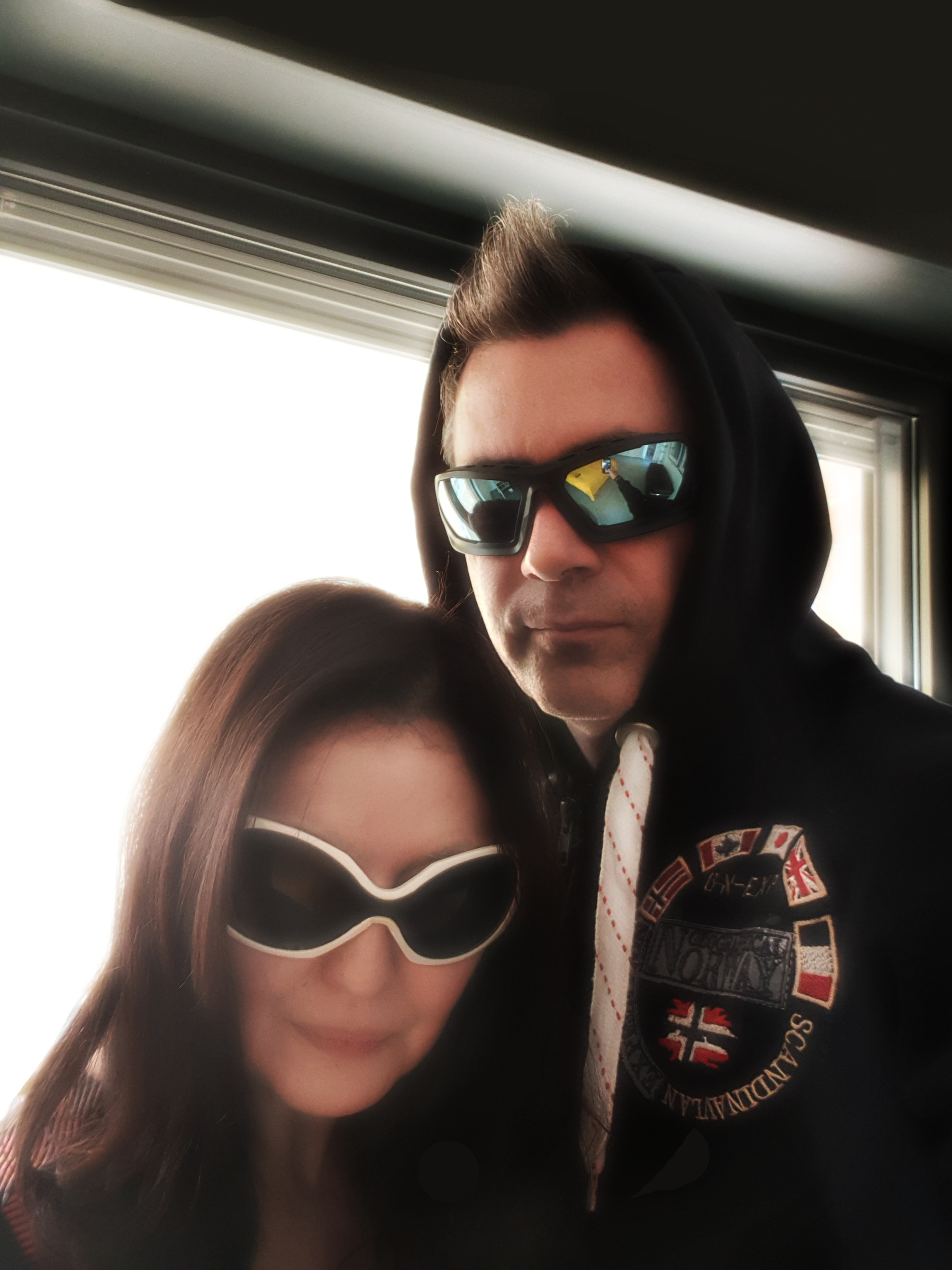
Elastic Group of Artistic Research

Elastic Group of Artistic Research è un gruppo di artisti e teorici che lavora nell'ambito della videoarte, la video installazione e arte pubblica, fondato a Roma nel 1999 da Alexandro Ladaga e Silvia Manteiga Pousa.

## Formazione e ricerca artistica
Nel 1999 Alexandro Ladaga e Silvia Manteiga Pousa  fondano Elastic Group of Artistic Research; Alexandro, nato a Roma nel 1973,  studia filosofia presso la Pontificia Università Antonianum di Roma, dove segue i corsi del dottorato di ricerca dopo un soggiorno di studi a Monaco di Baviera, mentre Silvia, nata a Santiago de Compostela nel 1965, studia filologia presso l'Università di Santiago di Compostela per poi diventare borsista dell'Accademia di Spagna, del DAMS di Bologna e della Columbia University di New York. 
Dopo aver vissuto e lavorato in Spagna, Portogallo e Stati Uniti, nel 2006 si stabiliscono a Roma. La loro ricerca artistica si svolge nel campo della video installazione, videoarte  e Arte pubblica con un'impronta fortemente concettuale e filosofica nella linea del video come "dimensione neo-metafisica" di cui parla il critico statunitense Robert C. Morgan. 
Hanno partecipato a La Biennale di Venezia, a La Quadriennale di Roma e alla 3th Biennale Quadrilaterale al Museum of Modern and Contemporary Art, Rijeka, Croazia  curata da Christiane Paul del Whitney Museum of American Art di New York ed Elena Giulia Rossi del MAXXI - Museo nazionale delle arti del XXI secolo. 
Nel 2006 vengono selezionati per rappresentare Italia e Spagna in Moving Time: Tribute to Nam June Paik, presenting 30 International Video Artists, Korean Cultural Service, l'ultima mostra in vita del padre della videoarte svolta a New York con la presentazione di John G. Hanhardt (Senior Curator of Film and Media Arts at the Solomon R. Guggenheim Museum). 
Sempre nel 2006 scrivono un libro sul rapporto tra Arte pubblica  e nuovi media, pubblicato dapprima in italiano e successivamente nel 2014 in lingua inglese, Moving Layers: Contextual Video in Art and Architecture.
Gli Elastic Group of Artistic Research sono autori di numerose opere di Public Video Art sviluppate in risposta ad architetture contemporanee o monumenti di importanza sia nazionale che internazionale, fornendo un ambiente mediatico immersivo Site-specific al fine di incorporare completamente il pubblico nell'opera d'arte portandolo a vivere in una dimensione esperienziale relazionale.  
Esempi di rilievo: 
- Mineman (2001) a Piazza del Popolo (Roma) con le musiche di Pasquale Catalano;
- Eye recorder (2001) alle Ex Scuderie Granducali, P.A.R.C. Performing Arts Research Centre, Firenze;
- Observatory, MUVIM Museo di Arte Moderna, Valencia (2001);
- Video metamorphosis (2002) al Chiostro della Basilica di San Pietro in Vincoli, Roma, con le musiche di Maurizio Martusciello;
- Human highways a Piazza XXIV Maggio, Porta Ticinese, Milano (2003);
- The night watchmen (2006)[7] per La Notte bianca al Tempietto di San Pietro in Montorio, Accademia di Spagna;
- Alice's eye (2012)[8] per Arte Fiera al Palazzo Sanuti Bevilacqua Degli Ariosti, Bologna;
- Elastic space of energy relations (2012)[9] per la Week Design di Milano;
- Codec lossy (2014)[10] per Riga, European Capital of Culture, Lettonia.

Nel 2015 pubblicano il loro secondo libro, sul rapporto tra arte e rete, 127kBdiarte, pensare l'arte in rete.

## Principali attività espositive
- Dialogos  a través del Atlántico, Fundación Luis Seoane, La Coruña (2023)
- Successful Failures: Thirty Years of Lumpens, Radical Media and Building Communities of the Future, The Chicago Cultural Center, Chicago (2021-2022)
- Roma Città aperta, Nomas Foundation, Roma (2021-2022)[12]
- MAC in transito, Museo de Arte Contemporanea, Valdivia, Chile (2020)
- Liberation Day, Galleria d'arte moderna di Roma Capitale, Roma (2020)
- ELASTIC Videology 1999/2019, Pratt Institute, New York (2019)
- Tate Exchange, Liverpool (2018)
- Fondation Hippocrène, Villa Mallet-Stevens, Parigi (2016)
- Afterpiece, INSA Art Space, Seul, Korea (2015)
- (DI)SFIDE contemporanee, Museo civico di Barletta (2014)[13]
- STIFTELSEN 3,14 – INTERNATIONAL CONTEMPORARY ART FOUNDATION, Bergen, Norvegia (2013)
- TEA Centro de Arte Contemporanea, Tenerife (2013)
- Time is Love, KULTER, Amsterdam (2012) curated by Kisito Asangni.
- Premio Celeste, Museo civico archeologico di Bologna (2011)[14]
- I Neoiconoduli, Gary Hill (artista), Vanessa Beecroft, Elastic Group of Artistic Research, Bill Viola, Anish Kapoor, Mona Hatoum et al., Museo di palazzo Bellomo, Siracusa (2010)[15]
- The Networked Possibilities of Media Facades,Collegium Hungaricum, Berlin; Ars Electronica,Linz;iMAL, Brussels, MediaLab Prado, Madrid,                                      Palace of Arts, Budapest (2010)
- Looking for Equilibrium: Vito Acconci, Dennis Oppenheim, Grimonprez, Elastic Group, Ierimonti Gallery, Milano/New York (2009)[16]
- Urban screen, Federal Square, Melbourne (2008)
- PLAYLIST, Galleria Neon Campobase, Bologna (2008)[17]
- Art Moscow, 12th International Art Fair, Mosca (2008)
- Biennale di Videofotografia, Alessandria (2008)[18]
- DIVA Digital Video Art Fair, Tribute to Bruce Nauman, New York (2007)[19]
- Biennale dell'Avana, Dinámicas de la Cultura Urbana, La Habana (2006)
- Moving Time: Tribute to Nam June Paik, presenting 30 International Video Artists, Korean Cultural Service, New York (2006)[20]
- Videotheka, a mobile video art archive, MuseumsQuartier, Kunsthalle Wien, Vienna (2006)
- The Video in Italy from the 70's till today (1973-2006) a cura di Bruno di Marino e Lara Nicoli, GUANGDONG Museum of Art, CAFA Art Museum, Beijing (2006)[21]
- Biennale Adriatica di Arti Nuove, a cura di Antonio Arevalo e Cristiano Seganfreddo, Palazzina Azzurra, San Benedetto del Tronto (2006)[22]
- Infrared, a cura di Lorenzo Taiuti, Spazio Velan Centro d’Arte Contemporanea, Torino (2006)[23]
- Video at Miart, Paolo Erbetta Arte Contemporanea Foggia/Berlino, MIART, Milano (2006)[24]
- Mapping the City, a cura di Lorenzo Taiuti, Museo laboratorio di arte contemporanea  (MLAC), Roma (2005)
- Creami, Creativity in places, Palazzo Litta, Milano (2005)
- Multiplo_2, “multipli, molteplici, moltiplicati”, a cura di Stefano Coletto, N.O. Gallery, Milano (2005)[25]
- Le Tribù della Memoria, Galleria nazionale d'arte moderna e contemporanea, Roma (2005)[26]
- 5th Ewha Media Art Exhibition, Seul (2005)
- Videotheka, Künstlerhaus, Vienna  (2005)
- Mediaterraneo Human Be-in, Fortezza della Brunella, Massa (2005)
- InvisibleNetwork, Museum of Contemporary Art (Chicago) (2004)
- QUI. New release, Galleria d'arte moderna e contemporanea (Bergamo) (2004)
- Video as Urban Condition, Austrian Cultural Forum, Londra (2004)
- Video in public spaces, Contemporary Art National Center, Ekaterinburg, Russia (2004)
- VI Salon Internacional de Arte Digital, Museo de Bellas Artes, La Habana (2004)
- Espacios a la experimentacion, Museo de Arte Contemporaneo, San Juan, Costa Rica (2004)
- On Air: video in onda dall’Italia,  a cura di Andrea Bruciati e Antonella Crippa, Galleria comunale d'arte contemporanea di Monfalcone; Kunst Meran/Merano Arte; Museo di arte contemporanea (Roma) (MACRO); Centro per l'arte contemporanea Luigi Pecci (2004)
- Elettroshock: 30 anni di video in Italia, Proyecto Salas, Corporate Collections, ARCO Fiera di Arte Contemporanea, Madrid (2004)
- Media.comm(unity)/comm.medium, a cura di Gabriele Perretta, Centro di Arte Contemporanea Masedu, Sassari (2004)
- Coldexplosion: Mattew Dalziel & Louise Scullion, Fischerspooner, ELASTIC Group, Galleria Paolo Erbetta, Foggia (2003)[27]
- XIV Quadriennale nazionale d'arte di Roma, Anteprima Napoli, Palazzo Reale (Napoli) (2003)
- Cronastorie, a cura di Antonio Arévalo e Paola Capata, Galeria Bellas Artes, Santiago de Chile (2003)[28]
- Temps d’Images, Padiglione Italia, Biennale di Venezia (2002)
- A circular sight, a cura di Julian Zugazagoitia all'epoca curatore del Solomon R. Guggenheim Museum, The Spanish Institute, New York (2002)
- Videoformes, Public Video Art, Musée du Ranquet, Clermont-Ferrand (2002)[29]
- Best Before End, Fondazione Bevilacqua La Masa, La Biennale di Venezia (2001)
- Elettroshock: 30 anni di video in Italia, a cura di Bruno di Marino e Lara Nicoli, Palazzo delle Esposizioni, Roma (2001)